# Victoria E. Barney
Victoria Eugenia Barney (n. 1970) es una botánica colombiana, que ha trabajado en el "Proyecto de Frutos Neotropicales", del CIAT, Colombia. Fue estudiante de Geo Coppens d'Eeckenbrugge.

## Algunas publicaciones
- Fernando Angel, victoria e Barney, joseph Tohme, william m Roca. 1996. Stability of cassava plants at the DNA level after retrieval from 10 years of in vitro storage. Euphytica 90 (3 ) : 307-313
- Coppens, geo; v Barney, pm Jorgensen, jm MacDougal. 2001. Passiflora tarminiana, a New Cultivated Species of Passiflora subgenus Tacsonia (Passifloraceae). Novon 11:8-15
- --------------, --------------, s Segura, f Garcin, g Góngora, as López. Conservación y Utilización de los Recursos Genéticos de Pasifloras. www.colciencias.gov.co/ s i m b i o s i s / p r o y e c t o s / conservaciónpassiflora.htm

- La abreviatura «V.E.Barney» se emplea para indicar a Victoria E. Barney como autoridad en la descripción y clasificación científica de los vegetales.[1]